# Netretić
Netretić je malá vesnička a sídlo stejnojmenné opčiny v Chorvatsku v Karlovacké župě. Nachází se těsně u slovinských hranic, asi 10 km severozápadně od Karlovace. V roce 2001 žilo v Netretići 50 obyvatel, v celé opčině pak 3 333 obyvatel.
V opčině se nachází celkem 38 zpravidla malých vesniček. Největší vesnicí je Mračin (296 obyvatel), a v opčině se nachází celkem 16 vesnic, které jsou větší než Netretić, takže Netretić není ani zdaleka největší vesnicí v opčině, ale přesto je jejím sídlem.
- Baići – 1 obyvatel
- Bogovci – 11 obyvatel
- Brajakovo Brdo – 148 obyvatel
- Bukovje Netretićko – 48 obyvatel
- Culibrki – 4 obyvatelé
- Donje Prilišće – 97 obyvatel
- Dubravci – 195 obyvatel
- Dubravčani – 290 obyvatel
- Goli Vrh Netretićki – 16 obyvatel
- Gornje Prilišće – 30 obyvatel
- Kolenovac – 24 obyvatel
- Kučevice – 126 obyvatel
- Kunići Ribnički – 36 obyvatel
- Ladešići – 35 obyvatel
- Lončar Brdo – 9 obyvatel
- Lonjgari – 3 obyvatelé
- Maletići – 168 obyvatel
- Mali Modruš Potok – 37 obyvatel
- Mračin – 296 obyvatel
- Mrzljaki – 17 obyvatel
- Netretić – 50 obyvatel
- Novigrad na Dobri – 101 obyvatel
- Pavičići – 4 obyvatelé
- Piščetke – 25 obyvatel
- Planina Kunićka – 5 obyvatel
- Račak – 5 obyvatel
- Rešetarevo – 56 obyvatel
- Rosopajnik – 20 obyvatel
- Skupica – 170 obyvatel
- Srednje Prilišće – 33 obyvatel
- Straža – 79 obyvatel
- Tončići – 84 obyvatel
- Veliki Modruš Potok – 28 obyvatel
- Vinski Vrh – 121 obyvatel
- Vukova Gorica – 62 obyvatel
- Zaborsko Selo – 13 obyvatel
- Zagradci – 290 obyvatel
- Završje Netretićko – 104 obyvatel